# بطولة العالم لسباقات فورمولا 1 موسم 1998
بطولة العالم لسباقات فورمولا 1 موسم 1998 عقدت في سنة 1998 م، وفاز بها ميكا هاكينن (بالإنجليزية: Mika Häkkinen)‏ من فريق ماكلارين (بالإنجليزية: McLaren)‏ بسيارته المرسيدس بنز. ميكا هاكينن الذي بدأ السباق في الخط رقم 9 حصل على أفضل توقيت في الجولة 6 من السباق في أسرع لفة له. هذا السائق في المجموع حصد 100 نقطة.

## الوصلات الخارجية
- الموقع الرسمي للفورمولا 1